# Plymouth (New Hampshire, város)
Plymouth város az USA New Hampshire államában, Grafton megyében. Lakosainak száma 6682 fő (2020. április 1.).

## Népesség
A település népességének változása:

| 2010 | 6 990 |
| 2020 | 6 682 |